# Calheta (Madère)
Pour les articles homonymes, voir Calheta.
Calheta (prononcé en portugais : [kɐˈʎe.tɐ]) est une ville de l'île de Madère. Sa population est de 11 521 habitants.

## Transports
- Route de Calheta - Porto Moniz
- Route de Calheta - Ribeira Braca - Câmara de Lobos - Funchal

## Géographie
- Location:
  - Latitude: 32.71667 (32°43') N
  - Longitude: 17.21667 (17°13') O
- Altitude: Ocean d'Atlantique

Calheta a une école, un lycée, un gymnase, des banques, un petit port et une place (praça).

## Paroisses
| Paroisse            | Population (2001) | Superficie | Densité   | Altitude         | Location                                |
| ------------------- | ----------------- | ---------- | --------- | ---------------- | --------------------------------------- |
| Arco da Calheta     | 3 241             | 23 km²     | 129.6/km² | Océan Atlantique | 32.7 (32°42') N 17.15 (17°9') W         |
| Calheta             | 1 700             | 21 km²     | 81/km²    | Océan Atlantique | 32.71667 (32°43') N 17.21667 (17°11') W |
| Estreito da Calheta | 1 620             | 13.4 km²   | 121.6/km² | Océan Atlantique | 32.71667 (32°43') N 17.2 (17°12') W     |
| Fajã da Ovelha      | 1 016             | 24 km²     | 42.3/km²  | 76 m             | 32.7667 (32°46') N 17.2333 (17°20') W   |
| Jardim do Mar       | 252               | 2.55 km²   | 98.8/km²  | Océan Atlantique | 32.733 (32°44') N 17.21667 (17°13') W   |
| Paul do Mar         | 885               | 1.7 km²    | 520.6/km² | Océan Atlantique | 32.75 (32°45') N 17.233 (17°14') W      |
| Ponta do Pargo      | 1 145             | 22 km²     | 52/km²    | 104 m            | 32.8 (32°48') N 17.25 (17°15') W        |
| Prazeres            | 673               | 13 km²     | 51.7/km²  | 140 m            | 32.733 (32°46') N 17.2 (17°12') W       |